# Groupe Bruxelles Lambert
El Groupe Bruxelles Lambert (GBL) es una empresa holding industrial belga. Es una de las diez mayores empresas belgas, y parte del BEL20. Cotiza en la bolsa de Bruselas desde 1956.
La compañía poseía a 31 de diciembre de 2010 las siguientes participaciones accionariales en compañías industriales:
| Compañía           | % acciones de capital | % derechos de voto |
| ------------------ | --------------------- | ------------------ |
| Arkema             | 5.0%                  | 8.1%               |
| GDF Suez           | 5.2%                  | 5.2%               |
| Iberdrola          | 0.6%                  | 0.6%               |
| Imerys             | 30.7%                 | 37.7%              |
| Lafarge            | 21.1%                 | 24.6%              |
| Pernod Ricard      | 9.9%                  | 9.0%               |
| Suez Environnement | 7.1%                  | 7.1%               |
| Total              | 4.0%                  | 3.7%               |

A 31 de diciembre de 2004, la compañía Pargesa Holding S.A. sostenía el 48.0% de las acciones de GBL, siendo Pargesa el accionista mayoritario. Pargesa, a su vez, es propiedad al 54,3% de Parjointco, una compañía al 50% de Agesca (un holding holandés) y Power Financial Corporation, una subsidiaria del conglomerado canadiense Power Corporation of Canada. Agesca es propiedad de Compagnie Nationale à Portefeuille, un holding belga propiedad de Albert Frère y su familia. Groupe Bruxelles Lambert anteriormente fue propietario del Banco Bruselas Lambert (BBL), que ahora es parte de ING Group.
GBL también participó en el banco de inversiones estadounidense Drexel Burnham Lambert (que se declaró en bancarrota en 1990), habiendo realizado una considerable inversión a principios de la década de 1980.